# Flora huayaquilensis
 (novembre 2018).

Flora Huayaquilensis est un livre de botanique issu d'une des expéditions espagnoles vers l'Amérique du Sud. Il a été écrit par Juan Tafalla (es) pour l'Audience royale de Quito. Les travaux n'ont jamais été publiés au cours de sa vie, mais les matériaux et des peintures ont été conservés en Espagne, au Jardin botanique royal de Madrid.

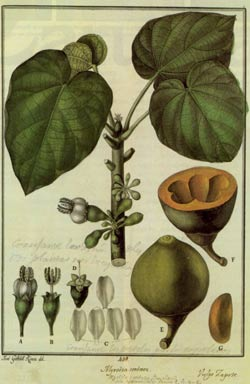
Un des tableaux du livre, Flora Huayaquilensis, l'expédition botanique de Juan Tafalla (1799-1808).

En 1985, le docteur Eduardo Estrella Aguirre était dans les archives de ce jardin botanique où il a trouvé, dans le documentaire de la « Division IV » correspondant à l'expédition de Ruiz et Pavón au Pérou et au Chili, beaucoup de descriptions de plantes dont l'origine correspond à des lieux appartenant à l'Audience Royale de Quito. Le docteur Estrella a également fondé le Musée national de médecine équatorien.
Plus de trois ans de travail sans interruption ou presque dans les archives ont été nécessaires avant que le docteur Estrella ne perce le mystère. Les folios numérotés contenaient les initiales FH et différaient des autres qui ne correspondaient pas à la flore de la Cour royale, avec les initiales FP. Rien n'était clair mais il y avait suffisamment de preuves pour considérer que la piste était importante, et Eduardo Estrella a finalement publié en 1989 la Flora Huayaquilensis et redonné son crédit, deux siècles après, à l'expédition de Juan Tafalla.